# Aloysia peruviana
Aloysia peruviana là một loài thực vật có hoa trong họ Cỏ roi ngựa. Loài này được (Turcz.) Moldenke mô tả khoa học đầu tiên năm 1937.